# 피타입
피타입(P-Type, 본명: 강진필, 1979년 12월 16일 ~ )은 대한민국의 래퍼이다. 한국말 라임의 선구자로 불릴만큼 탄탄한 라임을 바탕으로한 랩핑으로 한국 힙합계의 실력자로써 2004년 1집 heavy bass, 2008년 2집 the vintage를 발매하였다. 이후 2010년에 가리온의 2집 《가리온2》를 비롯한 몇몇 앨범에 피쳐링을 함과 동시에 콘서트의 게스트로만 참여만 하다가 2012년에 불한당이라는 크루에 속함으로써 컴백을 알렸고 이후 불한당에서 절충 3집을 발표했다. 그리고 같은 해인 2012년, 브랜뉴 뮤직과 계약, 팬들에게 새로운 앨범을 약속했다. 현재는 브랜뉴 뮤직과의 계약을 연장하지 않아 2017년 말, 인디펜던트 상태이다.2019년 말 저스디스와 일리닛, 던 말릭이 소속되어 있는 크루 DPGEM (도플갱음)에 합류 소식을 알렸고 2020년 2월 도플갱음의 첫 단체곡 EXPLICIT CONTENT (REMIX)가 발매되었다.
그 후 샤크라마의 도축장과 (마이크스웨거 벌스 인용) cimoe의 앨범 낭중지추에 수록된 직역되는 문화에 피처링으로 참여, 5월 3일 블루문특급(feat.서사무엘)을 발매하는 등 많은 활동을 보여주고 있다.
2013년, 5년 만에 정규 3집을 발표하였고, 이어 2015년 3월 20일에 정규 4집 Street Poetry를 발표하였다.

## 학력
- 동성고등학교
- 성균관대학교 철학 학사

## 음반
- 1집 - 2004년 - Heavy Bass
- 2집 - 2008년 - The Vintage
- 3집 - 2013년 - RAP
- 4집 - 2015년 - Street Poetry
- 싱글 - 2006년 - Soulfire
- 싱글 - 2013년 - 다이하드
- 싱글 - 2013년 - 불편한 관계
- 싱글 - 2014년 - Timberland 6"
- 싱글 - 2015년 - 광화문에서
- 싱글 - 2015년 - 버드맨
- 싱글 - 2015년 - 시차적응
- 싱글 - 2016년 - 게으르으게

## 참여곡
- 절정신운 한아 - "THA REZISTANCE", "ONCE AGAIN", "DA PARTY BOUNCE", "선상반란 (BREAKER'S THEME)", "ONE LOVE (OUTRO)"
- 더 콰이엇 - "Take the Q Train Remix"
- 헤리티지 - "Starlight"
- 프라이머리 스쿨 - "Half-time Love", "So Much Soul"
- 버벌진트 - "What U Write 4"
- 데프콘 - "Kill Dat Noize"
- 4WD - "친구"
- 더 노트 - "Love Is Music"
- 다이나믹 듀오 - "덩덕쿵 Remix", "동전 한 닢 Remix"
- 킵루츠 - "Showdown"
- 쿤타 & 뉴올리언스 - "Keep Your Love"
- ONESUN - "복수는 나의 것 Part 2"
- 가리온 - "판게아"
- 거미 - "헤어진 다음날 (Remake)"
- 박진영 - "너만 있으면 돼"

조광일 - "곡예사 리믹스"

## 방송 출연
- 2015년 Mnet 《Show Me The Money 4》
- 2016년 JTBC 《힙합의 민족 1》
- 2016년 JTBC 《힙합의 민족 2》
- 2017년 Mnet 《Show Me The Money 6》
- 2019년 TV조선 《아내의 맛》